# ليوبولد فيتيزنجر
ليوبولد جوزيف فرانز فيتيزنجر (بالألمانية: Leopold Joseph Franz Fitzinger) (13 أبريل 1802 - 20 سبتمبر 1884) هو عالم حيوانٍ نمساويٌّ عاش خلال القرن التاسع عشر.
ولد ليوبولد فيتيزنجر في فيينا عاصمة النمسا، حيث درس علم النبات في جامعة فيينا على يد الأحيائي نيكولاس جوزيف فان جاكوين. عمل في متحف التاريخ الطبيعي بفيينا بين عامي 1817 - عندما دخله كمساعدٍ متطوِّع - و1827، حيث استقال ليصبح الأمين العامّ لمجلس مقاطعة النمسا السفلى التشريعي. قضى بعد ذلك فترةً عاطلاً عن العمل قبل أن يُعيَّن مساعد وصيٍّ في متحف التاريخ الطبيعي عام 1844، وبقي فيه بعد ذلك حتى عام 1861. وقد أصبح لاحقاً في حياته مدير حدائق حيوان ميونخ وبودابست.
نشر ليوبولد فيتيزنجر في عام 1826 كتابه "Neue Classification der Reptilien" (تصنيف جديدٍ للزواحف)، المبنيّ جزئياً على أعمال صديقيه ويلهيلم همبرتش وهنيريك بوي. ثم نشر في عام 1843 "Systema Reptilium" (نظام الزواحف)، الذي يتحدَّث عن تصنيف وطبيعة الزواحف، مثل الوزغات والحرابي والإغوانا.